# Großer Preis der Niederlande 2024
Der Große Preis der Niederlande 2024 (offiziell Formula 1 Heineken Dutch Grand Prix 2024) fand am 25. August auf dem Circuit Zandvoort in Zandvoort statt und war das 15. Rennen der Formel-1-Weltmeisterschaft 2024.

## Bericht

### Hintergründe
Nach dem Großen Preis von Belgien führte Max Verstappen in der Fahrerwertung mit 78 Punkten vor Lando Norris und mit 100 Punkten vor Charles Leclerc. In der Konstrukteurswertung führte Red Bull mit 42 Punkten vor McLaren und mit 63 Punkten vor Ferrari.
Beim Großen Preis der Niederlande stellte Pirelli den Fahrern die Reifenmischungen C1 Hard (weiß), C2 Medium (gelb) und C3 Soft (rot) sowie Cinturato Intermediates (grün) und Cinturato Full-Wets (blau) für nasse Bedingungen zur Verfügung.
Verstappen bestritt bei seinem Heimrennen seinen 200. Grand Prix.
Kevin Magnussen (zehn), Sergio Pérez, Logan Sargeant, Fernando Alonso (jeweils acht), Lance Stroll (fünf), Verstappen, Lewis Hamilton (jeweils vier), Esteban Ocon (drei), George Russell, Nico Hülkenberg, Daniel Ricciardo, Yuki Tsunoda, Valtteri Bottas, Zhou Guanyu (jeweils zwei) und Carlos Sainz jr. (einer) gingen mit Strafpunkten ins Rennwochenende.
Mit Verstappen (dreimal) trat ein ehemaliger Sieger zu diesem Grand Prix an.
Als Rennkommissare für dieses Rennwochenende fungierten Felix Holter (DEU), Matteo Perini (ITA), Johnny Herbert (GBR) und Arie Kroeze (NED).

### Training
Im ersten freien Training fuhr Norris mit 1:12,322 Minuten die Bestzeit vor Verstappen und Hamilton.
Im zweiten freien Training war Russell mit einer Zeit von 1:10,702 Minuten Schnellster vor Oscar Piastri und Hamilton. Die Session wurde nach einem Unfall von Hülkenberg unterbrochen.
Im dritten freien Training setzte Pierre Gasly mit 1:20,311 Minuten die schnellste Zeit vor Magnussen und Bottas. Die Session wurde durch einen schweren Unfall von Sargeant für 44 von 60 Minuten unterbrochen.

### Qualifying
Das Qualifying bestand aus drei Teilen mit einer Nettolaufzeit von 45 Minuten. Im ersten Qualifying-Segment (Q1) hatten die Fahrer 18 Minuten Zeit, um sich für das Rennen zu qualifizieren. Alle Fahrer, die im ersten Abschnitt eine Zeit erzielten, die maximal 107 Prozent der schnellsten Rundenzeit betrug, qualifizierten sich für das Rennen. Die besten 15 Fahrer erreichten den nächsten Qualifikationsabschnitt. Pérez war Schnellster. Sargeant, der aufgrund seines Unfalls im dritten freien Training keine Zeit setzen konnte, Ocon, Ricciardo sowie beide Kick Sauber-Piloten schieden aus.
Der zweite Abschnitt (Q2) dauerte 15 Minuten. Die schnellsten zehn Piloten qualifizierten sich für den dritten Teil des Qualifyings. Norris war Schnellster. Sainz jr., Hamilton, Tsunoda sowie beide Haas-Piloten schieden aus.
Der letzte Abschnitt (Q3) ging über eine Zeit von zwölf Minuten, in denen die ersten zehn Startpositionen vergeben wurden. Norris erzielte mit einer Rundenzeit von 1:09,673 Minuten die Bestzeit vor Verstappen und Piastri. Es war Norris’ vierte Pole-Position, außerdem startet zum ersten Mal seit der Wiederaufnahme des Großen Preises der Niederlande in den Rennkalender nicht Verstappen von der Pole-Position.
Hamilton wurde um drei Plätze nach hinten strafversetzt, da er Pérez im Qualifying blockierte. Außerdem wurde Alexander Albon, der sich ursprünglich auf dem achten Platz qualifizierte, wegen Unregelmäßigkeiten an seinem Unterboden vom Qualifying disqualifiziert. Ihm wurde aber erlaubt, das Rennen vom Ende des Feldes zu starten. Magnussen startete zusätzlich nach Arbeiten an seinem Wagen unter Parc fermé aus der Boxengasse.

### Rennen
Die meisten Fahrer starteten mit Mediums, lediglich Hamilton, Bottas und Tsunoda starteten auf Softs und Magnussen auf Hards.
Verstappen gelang ein besserer Start als Norris, er konnte noch vor der ersten Kurve in Führung gehen, dahinter ging Russell ebenfalls an Piastri vorbei. Auch Hamilton konnte direkt an Tsunoda vorbeigehen. Danach ereigneten sich weitere Überholmanöver, wie etwa Sainz jr. gegen Gasly, insgesamt stabilisierte sich die Situation aber im Rennen, das von strategischem Reifenmanagement geprägt war.
Nachdem Verstappen zunächst eine Lücke zu Norris aufmachen konnte, näherte sich dieser immer weiter an den amtierenden Weltmeister an, der per Funk Reifenprobleme meldete. In Runde 18 ging Norris schließlich vor Kurve 1 an Verstappen vorbei und übernahm wieder die Führung. Im Gegensatz zu Verstappen meldete dieser an sein Team, dass seine Reifen noch in Ordnung seien, und so zog er immer weiter davon. In Runde 28 kam Verstappen zu seinem ersten Boxenstopp, der Undercut gegen Norris, der eine Runde später an die Box kam, gelang jedoch nicht, der Brite blieb vor dem Niederländer. Piastri, der seine Reifen länger am Leben halten konnte, hatte sich nach seinem Boxenstopp an Russell vorbei und auf Platz vier hinter Leclerc vorgearbeitet, kam an diesem aber trotz frischerer Reifen nicht mehr vorbei.
Norris gewann das Rennen schließlich vor Verstappen und Leclerc. Es war Norris’ zweiter Sieg und sein erster Sieg von der Pole-Position. Außerdem konnte Verstappen zum ersten Mal seit der Wiederaufnahme des Großen Preises der Niederlande in den Rennkalender sein Heimrennen nicht gewinnen. Die restlichen Punkteplatzierungen belegten Piastri, Sainz jr., Pérez, Russell, Hamilton, Gasly und Alonso. Norris erzielte zudem die schnellste Rennrunde und erhielt einen zusätzlichen Punkt.
In der Fahrerwertung führte weiterhin Verstappen vor Norris, welcher den Abstand verkürzen konnte, und Leclerc. In der Konstrukteurswertung verkürzte McLaren ebenfalls den Rückstand auf Red Bull, Dritter war weiterhin Ferrari.

## Meldeliste
| Team                          | Nr. | Fahrer            | Chassis                           | Motor      | Reifen |
| ----------------------------- | --- | ----------------- | --------------------------------- | ---------- | ------ |
| Oracle Red Bull Racing        | 01  | Max Verstappen    | Red Bull Racing RB20              | Honda RBPT | P      |
| Oracle Red Bull Racing        | 11  | Sergio Pérez      | Red Bull Racing RB20              | Honda RBPT | P      |
| Mercedes-AMG Petronas F1 Team | 63  | George Russell    | Mercedes-AMG F1 W15 E Performance | Mercedes   | P      |
| Mercedes-AMG Petronas F1 Team | 44  | Lewis Hamilton    | Mercedes-AMG F1 W15 E Performance | Mercedes   | P      |
| Scuderia Ferrari              | 16  | Charles Leclerc   | Ferrari SF-24                     | Ferrari    | P      |
| Scuderia Ferrari              | 55  | Carlos Sainz jr.  | Ferrari SF-24                     | Ferrari    | P      |
| McLaren F1 Team               | 81  | Oscar Piastri     | McLaren MCL38                     | Mercedes   | P      |
| McLaren F1 Team               | 04  | Lando Norris      | McLaren MCL38                     | Mercedes   | P      |
| Aston Martin Aramco F1 Team   | 18  | Lance Stroll      | Aston Martin AMR24                | Mercedes   | P      |
| Aston Martin Aramco F1 Team   | 14  | Fernando Alonso   | Aston Martin AMR24                | Mercedes   | P      |
| BWT Alpine F1 Team            | 31  | Esteban Ocon      | Alpine A524                       | Renault    | P      |
| BWT Alpine F1 Team            | 10  | Pierre Gasly      | Alpine A524                       | Renault    | P      |
| Williams Racing               | 23  | Alexander Albon   | Williams FW46                     | Mercedes   | P      |
| Williams Racing               | 02  | Logan Sargeant    | Williams FW46                     | Mercedes   | P      |
| Visa Cash App RB F1 Team      | 03  | Daniel Ricciardo  | RB VCARB 01                       | Honda RBPT | P      |
| Visa Cash App RB F1 Team      | 22  | Yuki Tsunoda      | RB VCARB 01                       | Honda RBPT | P      |
| Stake F1 Team Kick Sauber     | 77  | Valtteri Bottas   | KICK Sauber C44                   | Ferrari    | P      |
| Stake F1 Team Kick Sauber     | 97  | Robert Schwarzman | KICK Sauber C44                   | Ferrari    | P      |
| Stake F1 Team Kick Sauber     | 24  | Zhou Guanyu       | KICK Sauber C44                   | Ferrari    | P      |
| MoneyGram Haas F1 Team        | 20  | Kevin Magnussen   | Haas VF-24                        | Ferrari    | P      |
| MoneyGram Haas F1 Team        | 27  | Nico Hülkenberg   | Haas VF-24                        | Ferrari    | P      |

Anmerkungen
1. 1 2  Der Kick Sauber mit der Startnummer 97 wurde im ersten freien Training für Schwarzman eingesetzt. Bottas übernimmt das Fahrzeug anschließend für das restliche Wochenende mit seiner Startnummer 77.

## Klassifikationen

### Qualifying
| Pos.                                                                      | Fahrer           | Konstrukteur                 | Q1         | Q2       | Q3       | Start |
| ------------------------------------------------------------------------- | ---------------- | ---------------------------- | ---------- | -------- | -------- | ----- |
| 01                                                                        | Lando Norris     | McLaren-Mercedes             | 1:11,377   | 1:10,496 | 1:09,673 | 01    |
| 02                                                                        | Max Verstappen   | Red Bull Racing-Honda RBPT   | 1:11,393   | 1:10,811 | 1:10,029 | 02    |
| 03                                                                        | Oscar Piastri    | McLaren-Mercedes             | 1:11,541   | 1:10,505 | 1:10,172 | 03    |
| 04                                                                        | George Russell   | Mercedes                     | 1:11,049   | 1:10,552 | 1:10,244 | 04    |
| 05                                                                        | Sergio Pérez     | Red Bull Racing-Honda RBPT   | 1:11,006   | 1:10,678 | 1:10,416 | 05    |
| 06                                                                        | Charles Leclerc  | Ferrari                      | 1:11,370   | 1:10,689 | 1:10,582 | 06    |
| 07                                                                        | Fernando Alonso  | Aston Martin Aramco-Mercedes | 1:11,493   | 1:10,845 | 1:10,633 | 07    |
| 08                                                                        | Lance Stroll     | Aston Martin Aramco-Mercedes | 1:11,518   | 1:10,661 | 1:10,857 | 08    |
| 09                                                                        | Pierre Gasly     | Alpine-Renault               | 1:11,718   | 1:10,815 | 1:10,977 | 09    |
| 10                                                                        | Carlos Sainz jr. | Ferrari                      | 1:11,327   | 1:10,914 | –        | 10    |
| 11                                                                        | Lewis Hamilton   | Mercedes                     | 1:11,375   | 1:10,948 | –        | 13    |
| 12                                                                        | Yuki Tsunoda     | RB-Honda RBPT                | 1:11,603   | 1:10,955 | –        | 11    |
| 13                                                                        | Nico Hülkenberg  | Haas-Ferrari                 | 1:11,832   | 1:11,215 | –        | 12    |
| 14                                                                        | Kevin Magnussen  | Haas-Ferrari                 | 1:11,630   | 1:11,295 | –        | Box   |
| 15                                                                        | Daniel Ricciardo | RB-Honda RBPT                | 1:11,943   | –        | –        | 14    |
| 16                                                                        | Esteban Ocon     | Alpine-Renault               | 1:11,995   | –        | –        | 15    |
| 17                                                                        | Valtteri Bottas  | Kick Sauber-Ferrari          | 1:12,168   | –        | –        | 16    |
| 18                                                                        | Zhou Guanyu      | Kick Sauber-Ferrari          | 1:13,261   | –        | –        | 17    |
| 107-Prozent-Zeit: 1:15,976 min (bezogen auf Q1-Bestzeit von 1:11,006 min) |                  |                              |            |          |          |       |
| DNQ                                                                       | Logan Sargeant   | Williams-Mercedes            | keine Zeit | –        | –        | 18    |
| DSQ                                                                       | Alexander Albon  | Williams-Mercedes            | 1:11,503   | 1:10,768 | 1:10,653 | 19    |

Anmerkungen
1. ↑  Hamilton erhielt eine Strafversetzung um drei Plätze, da er Pérez im Qualifying behinderte.
2. ↑  Magnussen musste aus der Boxengasse starten, da an seinem Wagen unter Parc-fermé-Bedingungen gearbeitet wurde.
3. ↑  Sargeant wurde erlaubt zu starten, da er im freien Training schnell genug gefahren war.
4. ↑  Albon wurde aufgrund eines irregulären Unterbodens disqualifiziert. Ihm wurde aber erlaubt zu starten, da er im freien Training schnell genug gefahren war.

### Rennen
| Pos.                                                            | Fahrer           | Konstrukteur                 | Runden | Stopps | Zeit        | Start | Schnellste Rennrunde |
| --------------------------------------------------------------- | ---------------- | ---------------------------- | ------ | ------ | ----------- | ----- | -------------------- |
| 01                                                              | Lando Norris     | McLaren-Mercedes             | 72     | 1      | 1:30:45,519 | 01    | 1:13,817 (72.)       |
| 02                                                              | Max Verstappen   | Red Bull Racing-Honda RBPT   | 72     | 1      | + 22,896    | 02    | 1:14,752 (30.)       |
| 03                                                              | Charles Leclerc  | Ferrari                      | 72     | 1      | + 25,439    | 06    | 1:14,585 (62.)       |
| 04                                                              | Oscar Piastri    | McLaren-Mercedes             | 72     | 1      | + 27,337    | 03    | 1:14,237 (36.)       |
| 05                                                              | Carlos Sainz jr. | Ferrari                      | 72     | 1      | + 32,137    | 10    | 1:14,117 (50.)       |
| 06                                                              | Sergio Pérez     | Red Bull Racing-Honda RBPT   | 72     | 1      | + 39,542    | 05    | 1:14,587 (69.)       |
| 07                                                              | George Russell   | Mercedes                     | 72     | 2      | + 44,617    | 04    | 1:13,927 (57.)       |
| 08                                                              | Lewis Hamilton   | Mercedes                     | 72     | 2      | + 49,599    | 14    | 1:13,878 (62.)       |
| 09                                                              | Pierre Gasly     | Alpine-Renault               | 71     | 1      | + 1 Runde   | 09    | 1:14,855 (54.)       |
| 10                                                              | Fernando Alonso  | Aston Martin Aramco-Mercedes | 71     | 1      | + 1 Runde   | 07    | 1:14,758 (34.)       |
| 11                                                              | Nico Hülkenberg  | Haas-Ferrari                 | 71     | 1      | + 1 Runde   | 12    | 1:15,657 (59.)       |
| 12                                                              | Daniel Ricciardo | RB-Honda RBPT                | 71     | 1      | + 1 Runde   | 13    | 1:15,222 (52.)       |
| 13                                                              | Lance Stroll     | Aston Martin Aramco-Mercedes | 71     | 1      | + 1 Runde   | 08    | 1:15,255 (51.)       |
| 14                                                              | Alexander Albon  | Williams-Mercedes            | 71     | 2      | + 1 Runde   | 19    | 1:14,434 (71.)       |
| 15                                                              | Esteban Ocon     | Alpine-Renault               | 71     | 1      | + 1 Runde   | 15    | 1:15,390 (50.)       |
| 16                                                              | Logan Sargeant   | Williams-Mercedes            | 71     | 1      | + 1 Runde   | 18    | 1:15,539 (26.)       |
| 17                                                              | Yuki Tsunoda     | RB-Honda RBPT                | 71     | 2      | + 1 Runde   | 11    | 1:15,552 (16.)       |
| 18                                                              | Kevin Magnussen  | Haas-Ferrari                 | 71     | 1      | + 1 Runde   | Box   | 1:14,954 (42.)       |
| 19                                                              | Valtteri Bottas  | Kick Sauber-Ferrari          | 70     | 2      | + 2 Runden  | 16    | 1:15,822 (45.)       |
| 20                                                              | Zhou Guanyu      | Kick Sauber-Ferrari          | 70     | 2      | + 2 Runden  | 17    | 1:15,724 (67.)       |
| Fahrer des Tages: Lando Norris (24,6 % der abgegebenen Stimmen) |                  |                              |        |        |             |       |                      |

Anmerkungen
1. ↑  Stroll beendete das Rennen auf Platz 12, erhielt allerdings eine Fünf-Sekunden-Zeitstrafe und rutschte daher auf Platz 13.

## WM-Stände nach dem Rennen
Die ersten zehn des Rennens bekamen 25, 18, 15, 12, 10, 8, 6, 4, 2 bzw. 1 Punkt(e). Zusätzlich wurde ein Punkt für die schnellste Rennrunde vergeben, da der betreffende Fahrer unter den ersten Zehn ins Ziel kam.

### Fahrerwertung
| Pos. | Fahrer           | Konstrukteur                 | Punkte |
| ---- | ---------------- | ---------------------------- | ------ |
| 01   | Max Verstappen   | Red Bull Racing-Honda RBPT   | 295    |
| 02   | Lando Norris     | McLaren-Mercedes             | 225    |
| 03   | Charles Leclerc  | Ferrari                      | 192    |
| 04   | Oscar Piastri    | McLaren-Mercedes             | 179    |
| 05   | Carlos Sainz jr. | Ferrari                      | 172    |
| 06   | Lewis Hamilton   | Mercedes                     | 154    |
| 07   | Sergio Pérez     | Red Bull Racing-Honda RBPT   | 139    |
| 08   | George Russell   | Mercedes                     | 122    |
| 09   | Fernando Alonso  | Aston Martin Aramco-Mercedes | 50     |
| 10   | Lance Stroll     | Aston Martin Aramco-Mercedes | 24     |
| 11   | Nico Hülkenberg  | Haas-Ferrari                 | 22     |

| Pos. | Fahrer           | Konstrukteur        | Punkte |
| ---- | ---------------- | ------------------- | ------ |
| 12   | Yuki Tsunoda     | RB-Honda RBPT       | 22     |
| 13   | Daniel Ricciardo | RB-Honda RBPT       | 12     |
| 14   | Pierre Gasly     | Alpine-Renault      | 8      |
| 15   | Oliver Bearman   | Ferrari             | 6      |
| 16   | Kevin Magnussen  | Haas-Ferrari        | 5      |
| 17   | Esteban Ocon     | Alpine-Renault      | 5      |
| 18   | Alexander Albon  | Williams-Mercedes   | 4      |
| 19   | Zhou Guanyu      | Kick Sauber-Ferrari | 0      |
| 20   | Logan Sargeant   | Williams-Mercedes   | 0      |
| 21   | Valtteri Bottas  | Kick Sauber-Ferrari | 0      |

### Konstrukteurswertung
| Pos. | Konstrukteur                 | Punkte |
| ---- | ---------------------------- | ------ |
| 01   | Red Bull Racing-Honda RBPT   | 434    |
| 02   | McLaren-Mercedes             | 404    |
| 03   | Ferrari                      | 370    |
| 04   | Mercedes                     | 276    |
| 05   | Aston Martin Aramco-Mercedes | 74     |

| Pos. | Konstrukteur        | Punkte |
| ---- | ------------------- | ------ |
| 06   | RB-Honda RBPT       | 34     |
| 07   | Haas-Ferrari        | 27     |
| 08   | Alpine-Renault      | 13     |
| 09   | Williams-Mercedes   | 4      |
| 10   | Kick Sauber-Ferrari | 0      |